# HD 172555

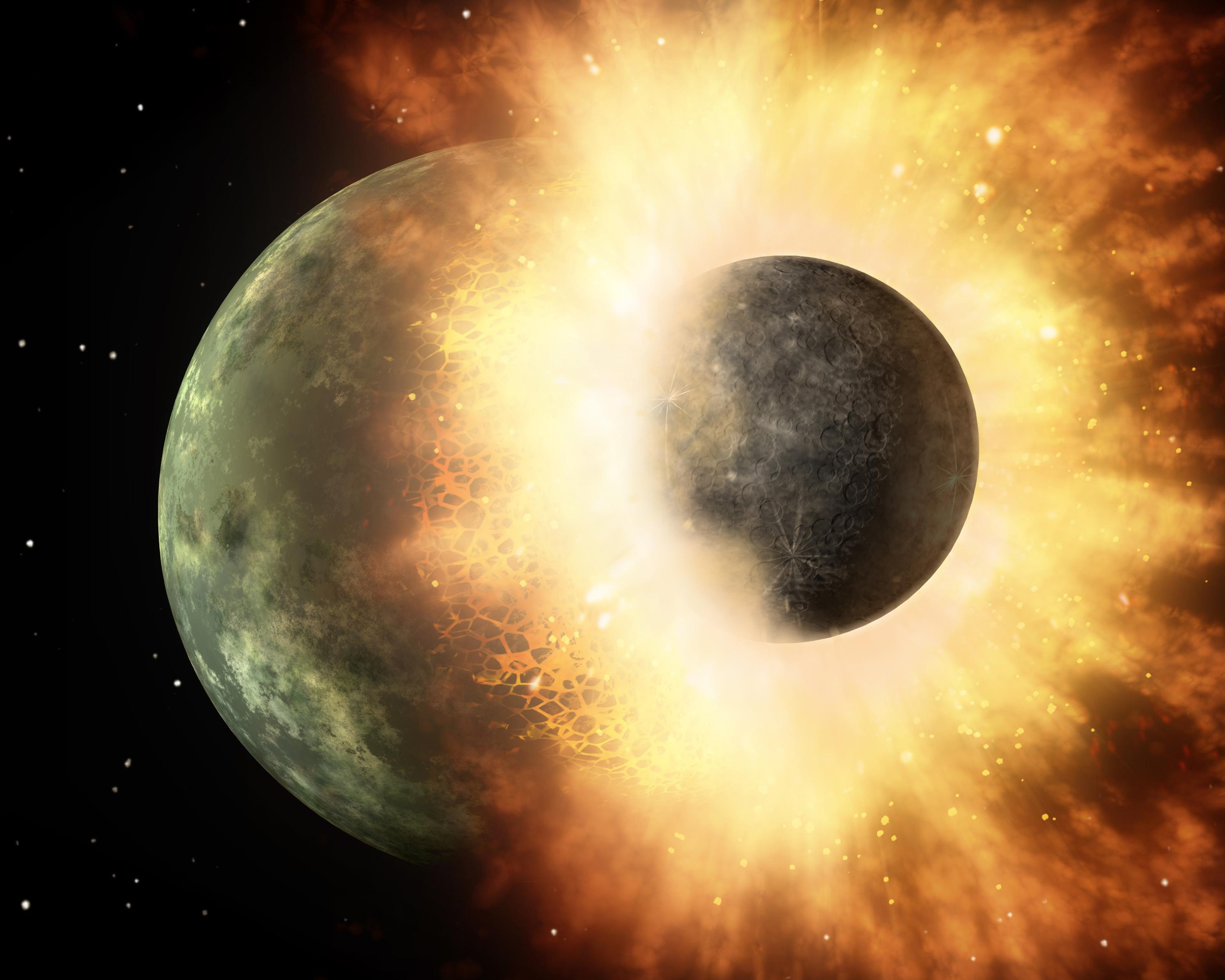
Vue d'artiste d'un corps comparable en dimensions à la Lune entrant en collision avec un autre comparable à Mercure.

HD 172555 est une étoile blanche de la séquence principale de type spectral A5V située à 95 années-lumière de la Terre dans la constellation du Paon.

## Collision planétaire
Des données provenant de la chromatographie indiquent une collision relativement récente dans le système de HD 172555 entre deux corps de grandeur planétaire qui a détruit le plus petit des deux, lequel avait à peu près la dimension de la Lune, et qui a endommagé l'autre, celui-ci ayant à peu près la dimension de Mercure. Des indications de la collision ont été détectées par le télescope de la NASA Spitzer. La présence d'exocomètes se précipitant vers HD 172555 est également envisagée après détection d'un gaz de carbone et de silicium se dirigeant vers l'étoile par le télescope Hubble. Le transit d'une comète a par la suite été détectée par le satellite CHEOPS.

## Système stellaire
HD 172555 possède un compagnon visuel de dixième magnitude, désigné CD-64 1208, qui est une naine orange de type spectral K5Ve Les deux étoiles forment un véritable système stellaire physique. CD-64 1208 est elle-même un sous-système constitué de trois étoiles différentes, faisant alors de HD 172555 un système quadruple.